# Uroš Medić
Uroš Medić (ur. 25 kwietnia 1993 w Nowym Sadzie) – serbski zawodnik mieszanych sztuk walki (MMA) walczący w wadze półśredniej. Od 2020 roku jest zawodnikiem największej organizacji MMA na świecie - UFC.

## Życiorys
Urodzony i wychowany na przedmieściach Nowego Sadu, zaczął trenować judo w wieku czterech lat. Trenował także kick-boxing w Club Novi Sad pod okiem głównego trenera Srdjana Nadrljańskiego. Medic przyjechał do Ameryki Północnej w 2015 roku na studia w ramach programu „Work and Travel USA” i pozostał w Anchorage ze względu na pracę w Anchorage BJJ, gdzie przez kilka lat pracował jako trener.

## Kariera MMA

### Wczesna kariera
Debiutując w MMA w 2016 roku na gali Alaska FC: Land of the Midnight Sun 3, odniósł swoje pierwsze zwycięstwo, pokonując Roba Riverę przez TKO w pierwszej rundzie. Medić zakończył dalsze 4 walki, poddając Setha Krolla w pierwszej rundzie przez duszenie trójkątne na AFC 136, Nathana Feitosa przez TKO w drugiej rundzie na AFC 138, Jasona Flowersa w pierwszej rundzie przez duszenie trójkątne na AFC 142 i wreszcie na AFC 148, pokonał Alonzo Leisholma Jr. przez TKO w pierwszej rundzie.

### Dana White’s Contender Series
4 sierpnia 2020 roku wziął udział w Dana White’s Contender Series, programie który może zagwarantować zawodnikom kontrakt z największą organizacją MMA na świecie – Ultimate Fighting Championship. Podczas Dana White's Contender Series 27 zmierzył się z Mikeyem Gonzalezem. Wygrał walkę przez techniczny nokaut, dzięki czemu otrzymał kontrakt.

### UFC
W amerykańskim gigancie Medić zadebiutował 6 marca 2021 roku na gali UFC 259, na której zmierzył się z Aalonem Cruzem. Wygrał walkę przez nokaut techniczny w pierwszej rundzie. To zwycięstwo zapewniło mu pierwszy bonus za występ wieczoru. 
25 września 2021 roku na UFC 266 doszło do jego walki z Jalinem Turnerem. Przegrał walkę przez poddanie w pierwszej rundzie, notując pierwszą porażkę w karierze.
21 maja 2022 roku podczas UFC Fight Night: Holm vs. Vieira zmierzył się z Omarem Moralesem. Wygrał walkę przez techniczny nokaut w drugiej rundzie.
Później zastąpił Yohana Lainesse’a i zmierzył się z Matthewem Semelsbergerem na UFC 291 w dniu 29 lipca 2023 roku. Wygrał walkę przez TKO w trzeciej rundzie poprzez obrotowy backfist i dobicie rywala ciosami.
Na UFC Fight Night 232 w terminie 18 listopada 2023 roku miał zmierzyć się z Jonnym Parsonsem, jednak rywal ten wycofał się z nieujawnionych powodów i został zastąpiony przez debiutującego w organizacji Kirgiza, Myktybeka Orolbai'a. Przegrał walkę przez poddanie w drugiej rundzie.
27 kwietnia 2024 roku na UFC on ESPN 55 zmierzył się z doświadczonym Timem Meansem. Już w drugiej minucie starcia w jednej z wymian znokautował rywala potężnym ciosem lewym podbródkowym. Występ został doceniony przez organizację, która zdecydował się na przyznanie bonusu Mediciowi w wysokości 50 tysięcy dolarów za występ wieczoru.
11 stycznia 2025 roku na UFC Fight Night: Dern vs. Ribas 2 zmierzył się z Punahele Soriano. Przegrał przez nokaut już na początku pierwszej rundy.
Oczekiwano, że podczas wydarzenia UFC 316 w Newarku skrzyżuje rękawice z Khaosem Williamsem, jednak Medić wycofał się pod koniec maja z powodu zapalenia zatok i został zastąpiony przez Alberta Tadevosyana. 
7 czerwca 2025 na gali UFC on ESPN: Dolidze vs. Hernandez w Las Vegas znokautował w pierwszej rundzie Gilberta Urbinę. 

## Osiągnięcia

### Mieszane sztuki walki
- Ultimate Fighting Championship
  - Bonus za występ wieczoru (dwa razy) vs. Aalon Cruz (2021)[32], Tim Means (2024)[33]

## Lista zawodowych walk w MMA
| Wynik     | Bilans | Przeciwnik (bilans przed walką) | Rozstrzygnięcie                           | Runda | Czas | Rozgrywki                                  | Data       | Miejsce        | Uwagi                                               |
| --------- | ------ | ------------------------------- | ----------------------------------------- | ----- | ---- | ------------------------------------------ | ---------- | -------------- | --------------------------------------------------- |
| Wygrana   | 11-3   | Gilbert Urbina (7-3)            | KO (cios pięścią)                         | 1     | 1:03 | UFC on ESPN: Dolidze vs. Hernandez         | 09.08.2025 | Las Vegas      |                                                     |
| Przegrana | 10-3   | Punahele Soriano (10-4)         | KO (prawy hak w parterze)                 | 1     | 0:31 | UFC Fight Night: Dern vs. Ribas 2          | 11.01.2025 | Las Vegas      |                                                     |
| Wygrana   | 10-2   | Tim Means (33-15-1)             | TKO (ciosy pięściami)                     | 1     | 2:09 | UFC on ESPN: Nicolau vs. Perez             | 27.04.2024 | Las Vegas      | Bonus za występ wieczoru.                           |
| Przegrana | 9-2    | Myktybek Orolbai (11-1-1)       | Poddanie (naciskówka na szczękę)          | 2     | 4:12 | UFC Fight Night: Allen vs. Craig           | 18.11.2023 | Las Vegas      |                                                     |
| Wygrana   | 9-1    | Matthew Semelsberger (11-5)     | TKO (obrotowy backfist i ciosy pięściami) | 3     | 2:36 | UFC 291                                    | 29.07.2023 | Salt Lake City | Powrót do wagi półśredniej.                         |
| Wygrana   | 8-1    | Omar Morales (11-2)             | TKO (ciosy pięściami)                     | 2     | 3:05 | UFC Fight Night: Holm vs. Vieira           | 21.05.2022 | Las Vegas      |                                                     |
| Przegrana | 7-1    | Jalin Turner (10-5)             | Poddanie (duszenie zza pleców)            | 1     | 4:01 | UFC 266                                    | 25.09.2021 | Las Vegas      |                                                     |
| Wygrana   | 7-0    | Aalon Cruz (8-3)                | TKO (ciosy pięściami)                     | 1     | 1:40 | UFC 259                                    | 06.03.2021 | Las Vegas      | Debiut w UFC. Bonus za występ wieczoru.             |
| Wygrana   | 6-0    | Mikey Gonzalez (7-1)            | TKO (ciosy pięściami w parterze)          | 1     | 2:12 | Dana White's Contender Series 2020: Week 1 | 04.08.2020 | Las Vegas      | Pojedynek o kontrakt z UFC. Debiut w wadze lekkiej. |
| Wygrana   | 5-0    | Alonzo Leisholmn Jr. (5-0)      | TKO (ciosy pięściami)                     | 1     | 2:52 | Alaska FC 148                              | 22.05.2019 | Anchorage      |                                                     |
| Wygrana   | 4-0    | Jason Flowers (0-1)             | Poddanie (duszenie trójkątne rękoma)      | 1     | 3:38 | Alaska FC 142                              | 17.10.2018 | Anchorage      |                                                     |
| Wygrana   | 3-0    | Nathan Feitosa (1-4)            | TKO (ciosy pięściami)                     | 2     | 0:51 | Alaska FC 138                              | 28.03.2018 | Anchorage      |                                                     |
| Wygrana   | 2-0    | Seth Kroll (4-4)                | Poddanie (duszenie trójkątne rękoma)      | 1     | 1:46 | Alaska FC 136                              | 17.01.2018 | Anchorage      | Debiut w wadze półśredniej.                         |
| Wygrana   | 1-0    | Robert Rivera (2-0)             | TKO (ciosy pięściami)                     | 1     | N/A  | Alaska FC: Land of the Midnight Sun 3      | 11.06.2016 | Anchorage      | Debiut w wadze średniej.                            |